# Granica białorusko-łotewska
Granica białorusko-łotewska – lądowa granica międzypaństwowa między Białorusią i Łotwą, zewnętrzna granica Unii Europejskiej i Strefy Schengen. Jej długość wynosi 173 km. Powstała w 1991 roku po uzyskaniu niepodległości przez Białoruś i Łotwę. Przebiega po dawnej granicy administracyjnej między Białoruską SRR i Łotewską SRR. Oficjalnie zatwierdzona została 21 lutego 1994 roku.

## Przebieg
Na zachodzie granica rozpoczyna się w trójstyku z granicami litewsko-łotewską i białorusko-litewską. Następnie biegnie po dawnej granicy polsko-łotewskiej sprzed 1939 roku do miejsca, gdzie na odcinku 16,6 km przebiega korytem rzeki Dźwiny. Dalej na wschód biegnie po dawnej przedwojennej granicy łotewsko-radzieckiej. Na wschodzie kończy się w trójstyku z granicami: białorusko-rosyjską i łotewsko-rosyjską. Z granicą po białoruskiej stronie sąsiaduje obwód witebski.

## Delimitacja i demarkacja
Pomiędzy Białorusią i Łotwą nie ma sporów dotyczących delimitacji granicy, jednak jej demarkacja została dokonana jednostronnie, jedynie przez Łotwę.

## Przejścia graniczne
Głównymi przejściami drogowymi na granicy białorusko-łotewskiej są Silene-Urbany (na drodze do Mińska) i Paternieki-Grigorowszczina (na drodze łączącej łotewski Dyneburg z białoruskim Nowopołockiem). Oba są przejściami międzynarodowymi dla obywateli wszystkich krajów świata i osób bez obywatelstwa. Mogą odbywać się na nich kontrole: graniczna, celna, sanitarno-epidemiologiczna, weterynaryjna, fitosanitarna, samochodowa. Ponadto funkcjonuje szereg mniejszych przejść drogowych obsługujących ruch lokalny. Wszystkie łotewskie przejścia graniczne są skomputeryzowane, wyposażone w elektroniczne czytniki dokumentów i zintegrowane z systemem rejestracji pojazdów i osób.

## Ruch transgraniczny
Łotwa wydaje rocznie kilkanaście tysięcy wiz wjazdowych obywatelom Białorusi (np. w 2001 roku wydała ich 11 883). Białoruskich turystów przyciąga wysoka jakość usług na Łotwie i jej zachodnioeuropejska architektura. Ruch towarowy obejmuje przede wszystkich tranzyt z Białorusi i Ukrainy w kierunku rosyjskich miast: Pskowa, Nowogrodu Wielkiego i Petersburga.